# فیدل مارتینز
 فیدل مارتنیز (انگلیسی: Fidel Martínez؛ زاده ۱۵ فوریهٔ ۱۹۹۰) یک بازیکن فوتبال اهل اکوادور است.
وی همچنین در تیم ملی فوتبال اکوادور بازی کرده‌است.